# Konstandinos Filinis
Konstandinos (Kostas) Filinis (gr. Κωνσταντίνος (Κώστας) Φιλίνης; ur. 13 sierpnia 1921 w Atenach, zm. 20 stycznia 2014) – grecki polityk, dziennikarz i działacz komunistyczny, od 1985 do 1989 poseł do Parlamentu Europejskiego II kadencji.

## Życiorys
Studiował na wydziale elektryczno-mechanicznym Politechniki Narodowej w Atenach. W 1940 dołączył do Ligi Młodych Greckich Komunistów (OKNE). Od 1943 działał w Narodowym Oporze (Εθνική Αντίσταση), wchodząc w skład jego biura i komitetu centralnego. Związał się z Komunistyczną Partią Grecji (KKE), którą wkrótce zdelegalizowano. W 1955 został skazany na dożywotnie pozbawienie wolności za udział w niej, wyszedł na wolność w 1966. Został wkrótce wiceszefem gazety „I Awgi” (Η Αυγή), wstąpił też do legalnej Zjednoczonej Lewicy Demokratycznej (Ενιαία Δημοκρατική Αριστερά). W 1967 założył Panhelleński Front Antydyktatorski (Πανελλήνιο Αντιδικτατορικό Μέτωπο), w październiku tego roku ponownie wtrącony do więzienia z dożywotnim wyrokiem. W trakcie pobytu w więzieniu zajął się tłumaczeniem na język grecki różnych prac, m.in. „Ideologii niemieckiej” Karola Marksa, „Siły politycznej i klas społecznych” Nicosa Poulantzasa oraz „Not o Machiavellim, polityce i państwie nowoczesnym” Antonio Gramsciego. Napisał też własną książkę, poświęconą strategii politycznej. W 1968 ogłosił też dołączenie konkurencyjnego ruchu politycznego KKE Esoterikou (ΚΚΕ Εσωτερικού), głoszącego poglądy eurokomunistyczne (pretekstem do rozłamu była różnica zdań ws. agresji na Czechosłowację). W 1973 wyszedł na wolność.
W 1984 kandydował do Parlamentu Europejskiego z listy Komunistycznej Partii Grecji, mandat uzyskał 25 stycznia 1985 w miejsce Leonidasa Kyrkosa. Przystąpił do Grupy Sojuszu Komunistycznego, od lutego 1988 do lipca 1989 był jej wiceprzewodniczącym. Należał m.in. do Komisji ds. Gospodarczych i Walutowych oraz Polityki Przemysłowej, Komisji ds. Polityki Regionalnej i Planowania Regionalnego oraz Delegacji ds. stosunków z Kanadą. W 1987 przeszedł do nowo założonej partii Grecka Lewica (Ελληνική Αριστερά), razem ze swoim ugrupowaniem w 1992 przeszedł do koalicji Synaspismós. Później został dyrektorem pisma „I Awgi” (1993–1998), następnie zasiadł w jego zarządzie. Publikował też w wielu czasopismach lewicowych.
Zmarł 20 stycznia 2014. W 2015 opublikowano książkę wspomnieniową poświęconą jego postaci.